# Kendlmühlfilzen

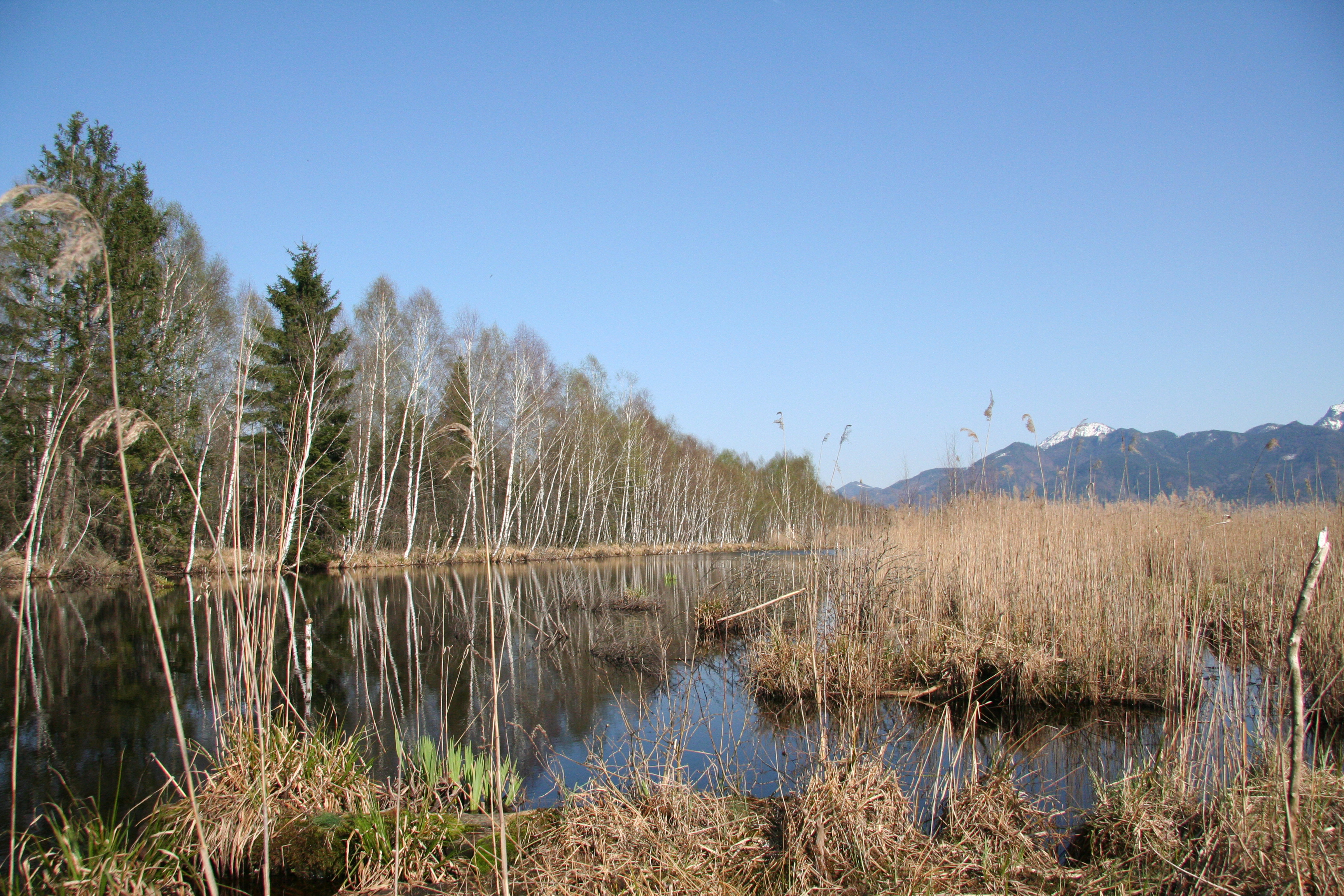
Durch Torfabbau entstandene, renaturierte Wasserfläche

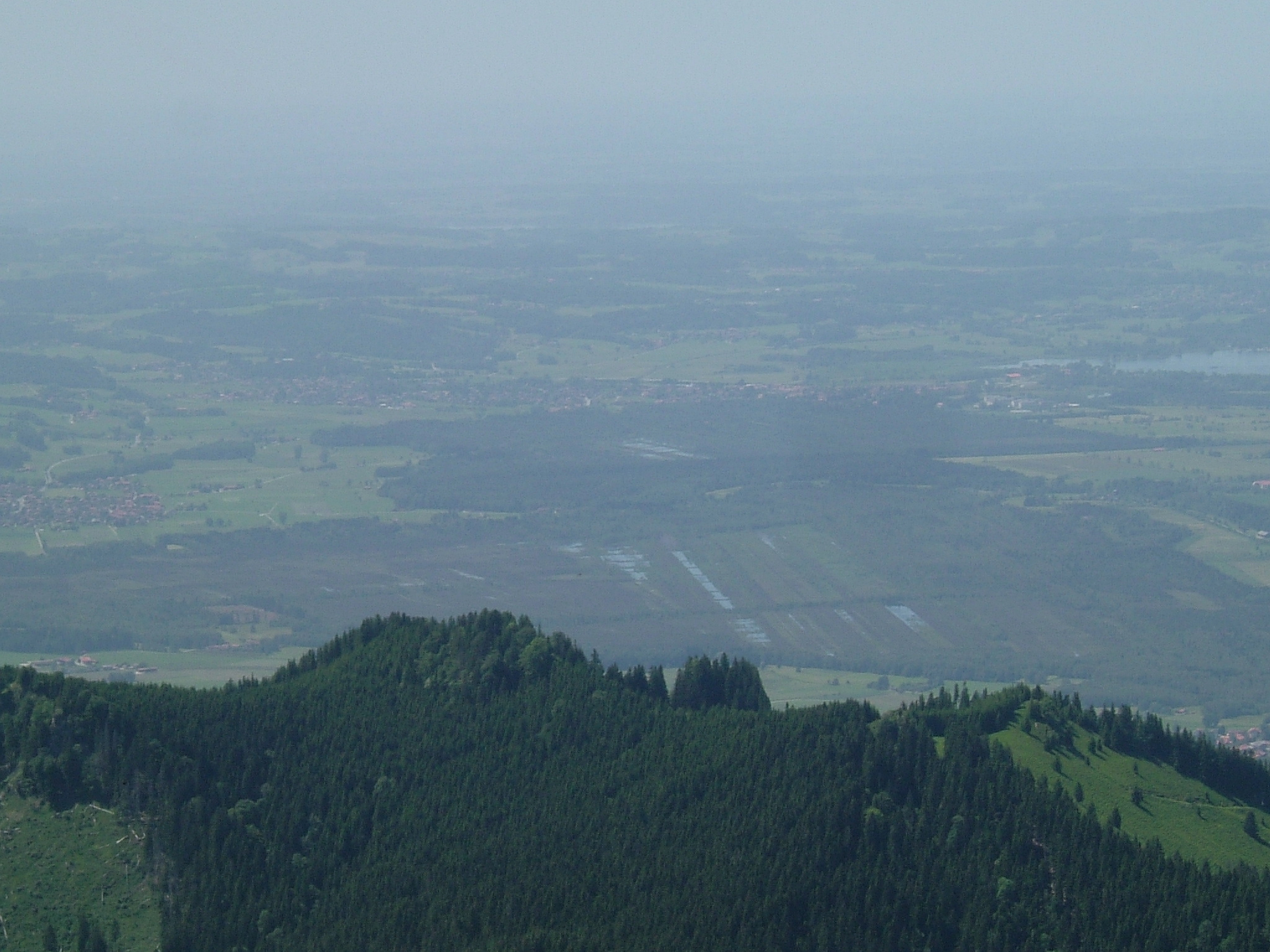
Blick vom Hochfelln auf die Kendlmühlfilzn

Die Kendlmühlfilzen (auch Kendlmühlfilz oder Kendlmühlfilzn) ist ein Hochmoorgebiet im Landkreis Traunstein. Es liegt südlich des Chiemsees zwischen Rottau, Grassau und Übersee.
Die Kendlmühlfilzen hat sich aus der Verlandungszone des früher weit größeren Chiemsees entwickelt. Es ist das größte zusammenhängende Hochmoor in Bayern. Die Torfschicht hatte Dicken von sieben bis acht Metern erreicht. In vergangenen Jahrhunderten wurde dieser Torf in erster Linie von Bauern zur Gewinnung von Streu und Heizmaterial genutzt. Ab Mitte des 19. Jahrhunderts kam es auch zur industriellen Gewinnung von Torf. Ein Torfbahnhof wurde 1920 an der Bahnstrecke Rosenheim–Salzburg in Rottau angelegt. Als Torfarbeiter wurden die Häftlinge der Strafvollzugsanstalt Bernau eingesetzt. In den 1970er und 80er Jahren wurde dann großflächig Frästorf für die Produktion von Blumenerde gewonnen. Die Zerstörung des Moores wurde von Anwohnern und Umweltverbänden mit der Bürgerinitiative Rettet die Kendlmühlfilzen bekämpft. Nach jahrzehntelangen Auseinandersetzungen erfolgte 1988 die Einstellung des Frästorfabbaus und 1992 die Ausweisung als Naturschutzgebiet. Die Flächen wurden soweit möglich renaturiert.
Heute sind der Torfbahnhof und die Reste der Feldbahn (Spurweite 880 mm), die sogenannte „Bockerlbahn“, ein zu besichtigendes Industriedenkmal, das vom Museumsverein Torfbahnhof Rottau e. V. erhalten wird. Das darin untergebrachte Bayerische Moor- und Torfmuseum befasst sich mit der Geschichte der bayerischen Moore und des Torfabbaus sowie mit der dort verwendeten Technik. Der Torfbahnhof befindet sich am Rande der Kendlmühlfilzen, direkt an der Eisenbahnstrecke zwischen München und Salzburg. Erwähnenswert ist auch, dass sich in diesem Torfwerk die in Europa einzige noch an ihrem alten Platz stehende und vollständige Torfballenpresse befindet. Die Torfballenpresse wurde im Frühjahr 2013 wieder mit einem elektrischen Antrieb versehen und wird nun voll funktionsfähig vorgeführt.
Unweit entfernt befindet sich entlang der B 305 zwischen Grassau und Rottau das Museum Klaushäusl Salz und Moor, das sich neben der Beförderung der Sole auch mit dem Thema Moor beschäftigt.